# Campeonato Paraguaio de Futebol de 1965
O Campeonato Paraguaio de Futebol de 1965 foi o quinquagésimo quinto torneio desta competição. Participaram nove equipes. A partir da edição de 1961 foi implantado um sistema de playoff para o ascenso, entre o último colocado da primeira divisão com o campeão da segunda divisão. Porém, como a Asociación Paraguaya de Fútbol queria diminuir o número de clubes, fez um playoff diferente, primeiramente uma rodada com os dois piores promédios (Club Sol de América e Club Libertad), e o vencedor desta rodada com o campeão da edição de 1964, o Club Sportivo Luqueño. O campeão e o vice do torneio representaria o Paraguai na Copa Libertadores da América de 1966
| Equipe                    | Cidade      | Departamento     | No ano anterior | Estádio | Capacidade | Títulos                                | Participações |
| ------------------------- | ----------- | ---------------- | --------------- | ------- | ---------- | -------------------------------------- | ------------- |
| Club Cerro Porteño        | Assunção    | Distrito Capital | Terceiro Lugar  | --      | --         | 13 (último em 1963)                    | 49            |
| Club Guaraní              | Assunção    | Distrito Capital | Campeão         | --      | --         | 6 (1906,1907, 1921, 1923, 1949, 1964)  | 54            |
| Club Nacional             | Assunção    | Distrito Capital | Vice Campeão    | --      | --         | 6 (1909, 1911, 1924, 1926, 1942, 1946) | 55            |
| Club Olimpia              | Assunção    | Distrito Capital | Sétimo Lugar    | --      | --         | 19 (último em 1962)                    | 55            |
| Club Libertad             | Assunção    | Distrito Capital | [ 2 ]           | --      | --         | 6 (1910, 1920, 1930,1943, 1945, 1955 ) | 51            |
| Club River Plate          | Assunção    | Distrito Capital | Quinto Lugar    | --      | --         | 0 (não possui)                         | 47            |
| Club Presidente Hayes     | Assunção    | Distrito Capital | Oitavo Lugar    | --      | --         | 1 (1952)                               | 40            |
| Club Sportivo San Lorenzo | San Lorenzo | Central          | Quarto Lugar    | --      | --         | 0 (não possui)                         | 10            |
| Club Rubio Ñu             | Assunção    | Distrito Capital | Sexto Lugar     | --      | --         | 0 (não possui)                         | 3             |

## Premiação
| Campeonato Paraguaio 1965 Primeira Divisão |
| Assunção                                   |
| ------------------------------------------ |
| Club Olímpia Campeão (20º título)          |